# Minoru Inuzuka
Minoru Inuzuka (犬塚 稔, Inuzuka Minoru, 15 février 1901 – 17 septembre 2007) est un scénariste et réalisateur japonais.

## Biographie
Minoru Inuzuka fait ses débuts en tant que scénariste auprès de la Shōchiku en 1924 et participe à la production du film Une page folle de Teinosuke Kinugasa. Lorsque Chōjirō Hayashi (plus tard connu sous le nom Kazuo Hasegawa) devient une vedette du genre jidaigeki à la Shōchiku, Inuzuka dirige nombre de ses films. Après la Seconde Guerre mondiale, Inuzuka qui est retourné à l'écriture de scénarios est connu entre autres pour la série des Zatoichi.
Il publie son autobiographie en 2002 et meurt en 2007 à l'âge de 106 ans. Lorsqu'il meurt, il est appelé le dernier réalisateur à avoir dirigé un film muet dans les années 1920. Inuzuka a écrit les scénarios de plus de 150 films et en a dirigé plus de 50.

## Filmographie partielle

### Réalisateur
- 1927 : Chigo no kenpō (稚児の剣法?)
- 1927 : Rangun (乱軍?)
- 1927 : Itawari Asatarō (板割浅太郎?)
- 1927 : Yabure amigasa (破れ編笠?)
- 1927 : Sunae shibari dai-nihen (砂絵呪縛?)
- 1930 : Namida no machi (涙の街?)
- 1931 : Jonan no yōemon (女難の与右衛門?)
- 1932 : Kaidan: Yūnagi sōshi (怪談 ゆうなぎ草紙?)
- 1932 : Kikugorō goshi zenpen (菊五郎格子 前篇?)
- 1933 : Nagadosu fukei (長脇差風景?)
- 1934 : Heitarō kenpō (平太郎剣法?)
- 1935 : Kemuri wa nabiku (煙は靡く?)
- 1935 : Tenpō Yasubei (天保安兵衛?)
- 1936 : Onatsu Seijūrō (お夏清十郎?)
- 1937 : Tabi no kagerō (旅の陽炎?)
- 1937 : Genroku kaikyo yotan: Tsuchiya Chikara rakka hen (元禄快挙余譚 土屋主税 落花の巻?)
- 1937 : Genroku kaikyo yotan: Tsuchiya Chikara setsukai hen (元禄快挙余譚 土屋主税 雪解篇?)
- 1938 : Shinshaku Tōnin Okichi (新釈・唐人お吉 焚身篇?)
- 1941 : Onna no yado (女の宿?)
- 1952 : Genroku suikoden (元禄水滸伝?)

### Scénariste
- 1926 : Une page folle (狂った一頁, Kurutta ippēji?) de Teinosuke Kinugasa
- 1956 : Tsukigata Hanpeita: Hana no maki; Arashi no maki (月形半平太 花の巻 嵐の巻?) de Teinosuke Kinugasa
- 1962 : La Légende de Zatoïchi : Le Masseur aveugle (座頭市物語, Zatōichi monogatari?) de Kenji Misumi
- 1963 : La Légende de Zatoïchi : Un nouveau voyage (新座頭市物語, Shin Zatōichi monogatari?) de Tokuzō Tanaka
- 1963 : La Légende de Zatoïchi : Voyage sans repos (座頭市喧嘩旅, Zatōichi kenka-tabi?) de Kimiyoshi Yasuda
- 1972 : La Légende de Zatoïchi : La Blessure (新座頭市物語・折れた杖, Shin Zatōichi monogatari: Oreta tsue?) de Shintarō Katsu

## Récompenses et distinctions
- 2008 : Prix spécial du film Mainichi pour l'ensemble de sa carrière[5]